# نهنگ ویلونگا
نهنگ ویلونگا (نام علمی: Willungacetus) نام یک سرده از راسته آب‌بازسانان است.